# Qu Lihua
Qu Lihua (en chino: 曲丽华; 1973) es una deportista china que compitió en halterofilia. Ganó una medalla de plata en el Campeonato Mundial de Halterofilia de 1994, en la categoría de 70 kg.

## Palmarés internacional
| Campeonato Mundial | Campeonato Mundial | Campeonato Mundial | Campeonato Mundial |
| Año                | Lugar              | Medalla            | Categoría          |
| ------------------ | ------------------ | ------------------ | ------------------ |
| 1994               | Estambul (Turquía) | Medalla de plata   | 70 kg              |